# Рильке, Райнер Мария
Ра́йнер Мари́я Ри́льке (нем. Rainer Maria Rilke, полное имя: René Karl Wilhelm Johann Josef Maria Rilke — Рене Карл Вильгельм Иоганн Йозеф Мария Рильке; 4 декабря 1875, Прага — 29 декабря 1926, Вальмонт, Швейцария) — австрийский поэт и переводчик, один из самых влиятельных поэтов-модернистов XX века.
Родился в Праге, имел австрийское гражданство, писал стихотворения на немецком, французском языках. Пробовал писать и на русском. Писал также прозу. Испытал влияние философии экзистенциализма. Путешествовал по Европе, останавливался в России, Испании, Германии, Италии, во Франции. Последние годы жизни провёл в Швейцарии.

## Биография
Райнер Мария Рильке родился 4 декабря 1875 года в Праге в семье чиновника по железнодорожному ведомству Йозефа Рильке и Софи Рильке (урождённой Энтц). Он был первым сыном в семье, потом у него появился брат. При рождении получил имя Рене Карл Вильгельм Иоганн Йозеф Мария Рильке.
В 1884 году родители Рильке развелись, сын остался жить с отцом. К этому периоду относятся его первые детские стихи. В 1886−1891 годах Рильке учился в кадетском и высшем реальном военном училищах, в 1891−1892 годах — в торговом училище (Торговая академия в Линце). После этого он сдал в Праге экзамены на аттестат зрелости. Рильке пишет первые рассказы (в том числе «Пьер Дюмон» в 1894 году), издаёт первый поэтический сборник, «Жизнь и песни» (1894).
В 1896 году Рильке поступил в Пражский университет, где он учился сначала на философском, затем на юридическом факультетах. В том же году вышел поэтический сборник «Жертвы ларам». В 1897 году Рильке совершил первую поездку в Италию (Арко, Венеция). По возвращении в Германию познакомился с Лу Андреас-Саломе, впервые заинтересовался Россией. В октябре того же года переехал в Берлин, где жил до 1901 года, учась в Берлинском университете. Написал три выпуска поэтических сборников «Подорожник», сборник стихов «Увенчанный снами».
В 1898 году вышли в свет сборник стихов «Сочельник», сборник малой прозы «Мимо жизни», драма «Без настоящего». Весной состоялась вторая поездка в Италию (Арко, Флоренция, Виареджо). В 1899 году, с апреля по июнь, Рильке находился в Российской империи (в Москве и Петербурге) со своей тогдашней подругой Лу Андреас-Саломе, по настоянию которой сменил первое имя Рене на более «мужественное» Райнер. Поэт встретился со Львом Толстым, художниками Ильёй Репиным и Леонидом Пастернаком, отцом Бориса Пастернака. В 1920 году поэт отмечал: «Россия сделала меня таким, каким я стал, внутренне я происхожу именно оттуда, именно она — родина всех моих инстинктов, мой внутренний исток», а в 1934 году, на первом съезде советских писателей, Борис Пастернак сказал: «Рильке совершенно русский. Как Гоголь. Как Толстой!». В Германии выходят в свет «Две пражские истории» и сборник стихов «Мне на праздник» (Mir zur Feier).
В 1900 году был опубликован сборник малой прозы «О Господе Боге и иное», первая редакция «Историй о Господе Боге», книга, в которой отразились русские и итальянские впечатления Рильке. С мая по август поэт снова был в Российской империи, проехав по маршруту Москва — Тула — Ясная Поляна — Киев — Кременчуг — Полтава — Харьков — Воронеж — Саратов — Симбирск — Казань — Нижний Новгород — Ярославль — Москва. Во время второго визита в Москву снова встречался с семьёй Пастернаков и познакомился с поэтом Спиридоном Дрожжиным. В 1900—1901 годах написал несколько стихотворений на русском языке. Позднее он называл своей родиной два места: Богемию и Россию. Впоследствии Рильке вёл переписку (отчасти стихотворную) с Мариной Цветаевой, хотя лично они так и не встретились. Цветаева посвятила памяти Рильке поэму «Новогоднее» и очерк «Твоя смерть». Интенсивные занятия русской литературой (Толстой, Достоевский, Чехов) и искусством, переводы с русского («Слово о полку Игореве», С. Дрожжин, 3. Гиппиус). С августа по приглашению художника Генриха Фогелера Рильке жил в деревушке Ворпсведе, своеобразной колонии художников, где познакомился с ваятельницей Кларой Вестхофф и художницей Паулой Беккер. Первая в 1901 году стала женой поэта, второй он посвятил свой знаменитый реквием «По одной подруге».
В декабре 1901 года у Рильке родилась дочь Рут. В 1902 году вышли сборник новелл «Последние», рассказ «Победивший дракона», драма «Жизнь как жизнь», первый вариант сборника «Ранние стихотворения», первое издания «Книги образов». В августе поэт переехал в Париж, который стал центром для его скитальческой жизни. Там Рильке познакомился с Роденом.
В 1903 году вышли две книги Рильке об искусстве — «Ворпсведе» и «Огюст Роден». Началась переписка с Францем Каппусом, которая продлилась до 1908 года и потом сложилась в книгу «Письма к молодому поэту». Поездка в Италию (Генуя, Виареджо), летние каникулы в Ворпсведе. Осенью Рильке переехал в Рим.
1904. Выходит в свет книга прозы «Истории о Господе Боге». Закончена драма «Белая княгиня». С конца июня по декабрь живёт в Швеции, а затем в Дании.
1905. Поэт живёт в Медоне, под Парижем, в загородной мастерской Родена, и работает у него секретарем. На Рождество выходит в свет «Часослов».
1906. В январе едет в Шартр и начинает поэтический цикл о Шартрском соборе. Весной — поездка по Германии. В мае — разрыв с Роденом, который увольняет Рильке без предупреждения, после чего он переезжает в Париж. Работает над первой частью «Новых стихотворений». Опубликованы «Песнь о любви и смерти корнета Кристофа Рильке» (написана в 1899) и второе издание «Книги образов».
1907. Живёт на Капри и встречается с Максимом Горьким. Познакомился и сдружился с Рудольфом Касснером. Затем до конца октября — в Париже. Посещает выставку Сезанна в «Осеннем салоне», из писем этой поры позднее будет составлена книга «Письма о Сезанне». Выходит в свет первая часть «Новых стихотворений». Переиздает книгу «Огюст Роден», дополненную текстом доклада о великом скульпторе.
1908. Поездка в Италию. В мае — переезд в Париж и возобновление интенсивного общения с Роденом. Выходят в свет «Новых стихотворений вторая часть» и перевод «Сонетов с португальского» английской поэтессы Элизабет Баррет Браунинг.
1909. Выходит книга «Реквием». Знакомится с княгиней Марией Турн-и-Таксис Гогенлоэ, покровительством и поддержкой которой Рильке будет пользоваться до конца жизни. Выходит второе переработанное и расширенное издание «Ранних стихотворений».
1910. Первое пребывание в принадлежащем Турн-и-Таксисам замке Дуино под Триестом, затем Венеция и Париж. С ноября путешествует по Северной Африке. Выход в свет «Записок Мальте Лауридса Бригге».
1911. Продолжает путешествие по Северной Африке, затем возвращается в Париж. Едет из Парижа на автомобиле вместе с княгиней Марией Турн-и-Таксис в Дуино.
1912. Возникновение поэтического цикла «Жизнь Девы Марии» и первых «Дуинских элегий». Поездки в Венецию и Испанию. Переводит с французского анонимную проповедь XVII века «Любовь Магдалины».
1913. Опубликованы «Жизнь Девы Марии», сборник ранней лирики «Первые стихотворения» и перевод с французского «Португальских писем», приписываемых португальской монахине Марианне Алькофорадо (1640—1723). Начинает работу над переводами лирики Микеланджело.
1914. Создаётся поэтический цикл «Пять гимнов», посвящённый начавшейся войне.
1915. Весь год — в Мюнхене. Возвращение к «Дуинским элегиям».
1916. Рильке на полгода призван в австро-венгерскую армию в Вене, служит в военном архиве.
1918. В переводе Рильке выходят в свет «Двадцать четыре сонета Луизы Лабэ Лионской» (с итальянского и французского, XVI век). Последние переводы из Микеланджело, переводит два сонета Петрарки.
1920. Поэтический цикл «Из наследия графа К. В.». Опубликована драма «Белая княгиня».
1921. Живёт в замке Мюзо (Muzot) в Швейцарии, кантон Вале. Начало напряжённой творческой работы. Первые переводы из Поля Валери.
1922. Весь год почти безвыездно живёт в Мюзо. В феврале — период творческого взлёта. Поэт завершает «Дуинские элегии» и создаёт «Сонеты к Орфею». В декабре — апогей работы над переводами Поля Валери.
«Сонеты к Орфею» были написаны Рильке за очень короткий срок, практически «на одном дыхании», в 1922 году в замке Мюзо. 55 стихотворений Рильке написал за 14 дней. Они вышли отдельной книгой уже в 1923 году. Это был пик творчества Рильке и одновременно его последняя значительная книга стихов, хотя до смерти в 1926 году он написал ещё один сборник стихотворений на французском языке. Сонеты посвящены памяти молодой танцовщицы Веры Оукамы Кнооп, дочери знакомых Рильке, которая умерла в возрасте 19 лет от лейкемии.
1923. Опубликованы «Дуинские элегии» и «Сонеты к Орфею». Начиная с 1923 года подолгу находился в санатории Террите (Territet) на Женевском озере в связи с ухудшением состояния здоровья. Врачи долго не могли поставить ему правильный диагноз. Только незадолго до смерти у него определили лейкемию (белокровие), от которой он и скончался 29 декабря 1926 года.
1924. Снова живёт в Мюзо. Новый период творческой активности: возникают шедевры поздней лирики. Кроме того, Рильке пишет стихи по-французски. Летом — месяц на курорте Рагац.

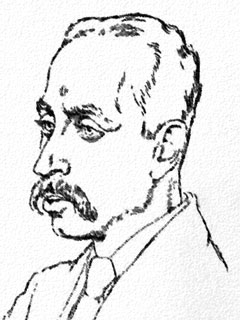
Райнер Мария Рильке, рисунок Эмиля Орлика (1917)

1925. В Германии выходит книжка переводов Валери.
1926. Живёт в Мюзо и Рагаце. Переписывется с Мариной Цветаевой. С осени — попеременно в Мюзо, Лозанне, Сьоне, Сиерре. Выходит книга французских стихов Рильке «Сады» с приложением «Валезанских катренов». Последние переводы из Поля Валери. С 30 ноября — снова в клинике Валь-Монт. 29 декабря — умер от лейкемии.
Он сам выбрал надпись для своего надгробия:
Rose, oh reiner Widerspruch, Lust,
Niemandes Schlaf zu sein unter soviel Lidern.
(Роза, о чистая двойственность чувств, каприз:
быть ничьим сном под тяжестью стольких век).

(Перевод  Вячеслава Куприянова)
Похоронен на деревенском кладбище в коммуне Рарон, кантон Вале, Швейцария.
Своими любимыми книгами называл Библию и произведения Йенса Петера Якобсена.

## Память
- В честь Рильке назван кратер на Меркурии.
- Изображён на австрийской почтовой марке 1976 года.

## Основные произведения

### Прижизненные поэтические сборники
- Жизнь и песни / Leben und Lieder (1894)
- Жертвы ларам / Larenopfer (1895)
- Увенчанный снами / Traumgekrönt (1897)
- Сочельник (другой вариант перевода — Адвент) / Advent (1898)
- Первые стихотворения / Erste Gedichte (1903)
- Мне на праздник / Mir zur Feier (1909)
- (Книга картин) Книга образов / Buch der Bilder (1902)
- (Книга часов) Часослов / Stundenbuch (1903)
- Новые стихотворения (I—II)/ Neue Gedichte (1907—08)
- Цикл «Жизнь Девы Марии» / Das Marien-Leben (1912)
- Дуинские элегии / Duineser Elegien (1912/1922)
- Сонеты к Орфею / Sonette an Orpheus (1923)
- Явления Христа

### Проза
Заметки о путешествиях
- Флорентийский дневник (1898)

Рассказы
- Пьер Дюмон (1894)
- Истории о Господе Боге (Рассказы о Господе Боге) (1900)
- Победивший дракона (1902)
- Песнь о любви и смерти корнета Кристофа Рильке (1906)

Из книг об искусстве
- Ворпсведе (1903)
- Огюст Роден (1903)
- Об Искусстве

Письма
- Письма к молодому поэту (1903—1905)

Единственный роман
- Записки Мальте Лауридса Бригге / Die Aufzeichnungen des Malte Laurids Brigge (1910)

## Публикации на русском языке
- Рильке Р. М. Новые стихотворения. Новых стихотворений вторая часть / Изд. подгот. К. П. Богатырёв, Г. И. Ратгауз, Н. И. Балашов ; отв. ред. Н. И. Балашов. — М. : Наука, 1977. — 544 с. — (Литературные памятники / Академия наук СССР ; председатель ред. коллегии Д. С. Лихачёв). — 50 000 экз.